# 615
615 је била проста година.

## Догађаји
- Балканско полуострво је насељено Словенима, који се у великом броју насељавају у пределима Мезије, Тракије, Дакије, Травуније, Далмације.
- Словени под Хацоном нападају дугим чамцима дуж обала Тесалије, западне Анадолије и разних грчких острва. Они опседају град Солун у комбинованом нападу са копна и мора. Словени су се са породицама улогорили испред градских зидина.
- Град Епидаур (Далмација) освајају словенска племена. Избеглице беже на оближње острво Лаус, Дубровник (Рагуза). Острва Раб, Крк и Црес постају главни добављачи хране за преживјеле градове копна.
- Елевтерије је наследио Јована I на месту егзарха Равене. Он прогони оне који су умешани у убиство Јована и државне судије. После куртоазне посете папи Адеодату I, Елевтерије заузима Напуљ и убија вођу побуњеника Јована од Конзе.
- Масакр у Бангору: Англосаксонци, под краљем Етхелфритхом од Нортумбрије, након што су поразили Краљевину Повис, коначно су стигли до Ирског мора и масакрирали 1200 хришћанских монаха у свом манастиру, у Бангору (Велс).
- Едвин од Нортумбрије налази се уточиште у Источној Англији; жени се Квенбургом, ћерком краља Серла од Мерсије.
- 25. мај – Папа Бонифације IV умире после седмогодишње владавине, у којој је Пантеон претворио у цркву „Санта Марија Ротонда“. Наследио га је папа Адеодат I  као 68. римски епископ.
- 29. јул – Краљицу Сак Кʼукʼ наследио је њен син Пакал Велики, као владар градске државе Маја Паленке (Мексико). Он започиње програм изградње у својој престоници, који производи неке од најбољих уметности и архитектуре цивилизације Маја.
- Неколико Мухамедових следбеника почиње да емигрира у Аксумитско царство. Ту су затекли малу колонију, под заштитом хришћанског етиопског цара Ашаме ибн Абјара.

## Смрти
- Папа Бонифације IV
- Колумбан
- Хацон  — вођа Драгувита